# Theologem
Mit Theologem (zu altgriechisch θεός theós', deutsch ‚Gott‘ und altgriechisch λόγος lógos, deutsch ‚Wort‘ ‚Rede‘ ‚Lehre‘ und den Suffix -em) wird ein aussagekräftiger Text, ein theologisch-religiöses Element oder Vorkommnis bezeichnet, oder konkret z. B. ein theologischer Lehrsatz, Kernaussage oder ein religiöser Ausspruch, ein Konzept oder eine Theorie. Das Wort ist ein Neologismus.

## Begriffsumschreibung
Theologeme stellen die kleinsten sprachlichen, sinnstiftenden Einheiten einer religiösen Behauptung, einer Glaubensäußerung dar. Die Voraussetzung für die Verwendung des Begriffs, ist ein kohärentes System religiöser Annahmen, d. h. Aussagen im Kontext zu einer religiösen Tradition. Anders formuliert, steht der Begriff für eine, im Vergleich zum gesamtreligiösen System, greifbarere und konkretere Bedeutungseinheit.

## Verwendung
Obgleich der Begriff in der wissenschaftlichen Literatur vielfältig zur Anwendung kommt, ist eine einheitliche exakte Definition oder ein Nachweis über Belegquellen, die den Ursprung der Begriffsbildung darlegen, derzeit nahezu nicht möglich. So bietet der amerikanische Islamwissenschaftler Ian Richard Netton folgende Definition an.

„(...) A basic unit of theological discourse that which can also function as a sign.“

„[Das Theologem stellt] (...) Eine Grundeinheit des theologischen Diskurses [dar], das auch als Zeichen fungieren kann.“

Der französische Semiotiker Algirdas Julien Greimas hingegen beschreibt sie als „konstitutive Einheiten von Mythen mit einem theologischen Inhalt“.
Anhand der wissenschaftlichen Texte lassen sich aber Begriffsumfang und Bedeutungsinhalt ableiten. Der Begriff wurde von dem französischen Theologen und Pastor Stéphane Lavignotte 2021 aufgegriffen und vertieft. Diese Art von Neologismen stammen aus der Linguistik; von dem Amerikaner Kenneth Pike wurden aus dem Begriffspaar Phonetik und Phonemik mit dem Phonem als Grundeinheit die allgemeinen Begriffe 'etisch' und 'emisch' abgeleitet. Termini mit der Endung '-em' bezeichnen aus einer systemorientierten, 'emischen' Sicht die elementaren Einheiten eines Systems. Verwandte analoge Wortneubildungen sind beispielsweise Theorem, Philosophem, Mytheme.

## Beispiele
Beispiele für Theologeme sind die Aussagen über die Sünde, das Kreuzigungsgeschehen als ein Leiden Gottes und die Auferstehung nach dem Tode im Christentum; die Frage der rituellen Reinheit im Judentum; das Tauhīd im Islam und Sufismus; die Amschaspand im Zoroastrismus; die Vier Edlen Wahrheiten und der Samsara im Buddhismus sowie die Orenda in der ethnischen Religion der Irokesen. Weitere Beispiele sind in der christlichen Glaubens- und Vorstellungswelt z. B. die Realpräsenz, das Fegefeuer, oder im Islam der Fī sabīli Llāh.